# Zagyva
La Zagyva [ˈzɒɟvɒ] est un affluent de la Tisza, en Hongrie.

## Géographie
Longue de 180 km, appréciée par les amateurs de pêche, elle conflue à Szolnok avec cet affluent du Danube.